# Natalia Czerwonka
Natalia Barbara Czerwonka (Lubin, 20 de octubre de 1988) es una deportista polaca que compite en patinaje de velocidad sobre hielo.
Participó en tres Juegos Olímpicos de Invierno, entre los años 2010 y 2018, obteniendo una medalla de plata en Sochi 2014, en la prueba de persecución por equipos (junto con Katarzyna Bachleda-Curuś, Katarzyna Woźniak y Luiza Złotkowska).
Ganó tres medallas en el Campeonato Mundial de Patinaje de Velocidad sobre Hielo en Distancia Individual entre los años 2012 y 2020, y una medalla de bronce en el Campeonato Europeo de Patinaje de Velocidad sobre Hielo en Distancia Individual de 2020.

## Palmarés internacional
| Juegos Olímpicos                           | Juegos Olímpicos                | Juegos Olímpicos  | Juegos Olímpicos        |
| Año                                        | Lugar                           | Medalla           | Prueba                  |
| ------------------------------------------ | ------------------------------- | ----------------- | ----------------------- |
| 2014                                       | Sochi (Rusia)                   | Medalla de plata  | Persecución por equipos |
| Campeonato Mundial en Distancia Individual |                                 |                   |                         |
| Año                                        | Lugar                           | Medalla           | Prueba                  |
| 2012                                       | Heerenveen (Países Bajos)       | Medalla de bronce | Persecución por equipos |
| 2013                                       | Sochi (Rusia)                   | Medalla de plata  | Persecución por equipos |
| 2020                                       | Salt Lake City (Estados Unidos) | Medalla de bronce | Velocidad por equipos   |
| Campeonato Europeo en Distancia Individual |                                 |                   |                         |
| Año                                        | Lugar                           | Medalla           | Prueba                  |
| 2020                                       | Heerenveen (Países Bajos)       | Medalla de bronce | Velocidad por equipos   |